# Watashi no Messiah-sama
 Watashi no Kyūseishu-sama ( 私 の 救世主 さま   Mi Mesías?) es un manga escrito e ilustrado por Suu Minazuki, serializado en Shōnen Gangan que se desarrolló entre 2002 y 2007, con 26 capítulos. La secuela,Watashi no Kyūseishu-sama ~ lacrima ~, fue publicado en GFantasy, con 35 capítulos. La serie cuenta con un total de 13 volúmenes.

## Argumento

### Planeta Celestia
En la serie gira en torno al Arcángel Selakiel, quien se convirtió en el Dios Celestial cuando creó a los seres humanos. Pero al igual que la sombra es nacido de la luz, el mal nace del bien. Por lo tanto, al mismo tiempo, un gran número de Demonios nacieron en este mundo.
Y luego, los 13 Caballeros dirigido por Vaul el Profeta apareció al final de una batalla que le costó la vida a muchos de los suyos. Los 13 
Caballeros sellado a los demonios y se guarda Celestia, o al menos así debería haber sido. Ahora miles de años más tarde, los demonios han 
vuelto a aparecer... y esta vez, el Mesías ha sido llamado para salvar a Celestia. Tomado de las Sagradas Escrituras de la Iglesia Vieja de Selakiel.
Cuando la Tierra comience a morir, el Mesías, descenderá del Cielo sobre las alas de la luz. Revestido en la oscuridad, será muy poco sin embargo, será tan grande seguramente traerá la salvación a todos. Los cuatro santos se parecen a ofrecerle su ayuda. Uno le dará el valor Mesías, uno le dará la luz Mesías, uno le dará alas, y uno protegerse de sus enemigos. El Mesías que ha sido predicho en las Escrituras no es otro que Shinya Yumiki.

## Personas
Shinya: Es un chico tímido que no ha conseguido novias hasta que conoce a Haruna, que le dice que es el futuro Mesías de Celestia y es el salvador de todos los sobrevivientes, y está destinado a pelear contra el ángel de la muerte.
Haruna: Es la Sacerdotisa de Celestia que estaba destinada a buscar al Mesías que los salvara del mal, y convertirse en su escudo.
Ryouhei: Es el amigo de la infancia de Shinya.
Mui: Es una amiga de Haruna que no tiene ningún poder mágico, pero es una gran inventora,

Hime: También es amiga de Haruna y es una espada china, posee una espada llamada "Hitenobu", la cual; puede devorar el alma de una persona.

## Adaptaciones
- Datos: Q1060997